# Núria Gabernet i Díaz
Núria Gabernet i Díaz (Sant Andreu de Palomar, Barcelona, 1980) és una biòloga, psicòloga i escriptora catalana.
Llicenciada en Biologia (biomedicina) per la Universitat Pompeu Fabra (UPF) i en Psicologia per la Universitat Oberta de Catalunya (UOC), amb un postgrau de Psiconeuroimmunologia Clínica, treballa en l'àmbit de l'educació ambiental a la Diputació de Barcelona. Com a escriptora, relacionat amb el seu àmbit professional, el 2020 va publicar el llibre «La salut a través del moviment, la natura i l’alimentació», que posa èmfasi en la necessitat de viure en harmonia amb la naturalesa. Posteriorment, el 2022, publicà «Hola, ansietat!», una invitació a capgirar la manera d’entendre l'ansietat, deixar de rebutjar-la i veure-la com una companya de viatge.